# La Vajol
La Vajol är en kommun i Spanien.   Den ligger i provinsen Província de Girona och regionen Katalonien, i den östra delen av landet, 600 km öster om huvudstaden Madrid. Antalet invånare är 102. Arean är 4,7 kvadratkilometer. La Vajol gränsar till Agullana, Darnius, Maçanet de Cabrenys och Maureillas-las-Illas. 
Terrängen i La Vajol är kuperad åt nordväst, men åt sydost är den platt.